# デブレツェンの戦い
デブレツェンの戦い（Battle of Debrecen）とは第二次世界大戦中、東部戦線においてソビエト赤軍第2ウクライナ方面軍によって行われた攻撃作戦である。ドイツ南ウクライナ軍集団所属の第6軍（司令官マクシミリアン・フレッター＝ピコ）とハンガリー第VII軍団はハンガリーのデブレツェン占領を目標としていたソビエト赤軍第2ウクライナ方面軍（司令官ロディオン・マリノフスキー）との戦いで160km以上押し戻されていた。

## ハンガリーの危機
1944年8月中旬、ドイツ南ウクライナ軍集団（司令官ヨハネス・フリースナー）は崩壊の危機に瀕しており、その北側を担当していたドイツ中央軍集団はソビエト赤軍のバグラチオン作戦ですでに崩壊していた。
1944年8月25日、ドイツの同盟国であったルーマニアは政変が発生、ドイツ・ハンガリーに宣戦布告した。ルーマニア方面を担当していた第3ウクライナ方面軍（司令官フョードル・トルブーヒン）の攻撃は構築されていた防衛線らを撃破、進撃を重ねていた。
9月8日、ブルガリアにおいて政変が発生、ブルガリアはドイツに宣戦布告した。同時に、第3ウクライナ方面軍は第2方面軍の支援を行い、枢軸軍の13個師団を殲滅、捕虜100,000名を得た。この功績によりマリノフスキーとトルブーヒンは9月10日と12日にそれぞれ元帥に昇進した。
ブルガリア、ルーマニアにおける戦闘により、南ウクライナ軍集団に650kmの隙間を開けることとなり、フリースナーが必死に防衛線を再構築している間、ハンガリー摂政ホルティ・ミクローシュがソビエト連邦と個別で休戦交渉を行っているという知らせがベルリンに届いていた。
1944年9月24日、南ウクライナ軍集団は南方軍集団へ改称され、第6軍がその主力となった。さらに、同盟国ハンガリー軍の士気が低いために損害を受けていたため、フリースナーはハンガリー第2軍をドイツ第6軍の所属とした。それらドイツ・ハンガリーの部隊を合流させた部隊はフレッター・ピコ軍集団と称された。

## 中断された計画
トルブーヒンがルーマニア国内での抵抗を一掃したため、マリノフスキーは軍をハンガリーへ向かわせ始めた。フリースナーにとってありがたいことに、第2ウクライナ方面軍の単独での進撃は途中から鈍り始めていたが、このためにフリースナーはムレシュ川に脆弱ではあるが防衛線を構築するのに十分な時間を稼ぐことができた。
1944年9月初旬、マリノフスキーはクルージュ＝ナポカに進撃するようソビエト赤軍最高司令部に命令された。マリノフスキーはミシュコルツ、デブレツェン、ティサ川方面へ進撃、その後、ハンガリー大平原へ進むことになっていた。一度、平原に進出したならば、マリノフスキーは配下の装甲部隊を用いて、圧倒的な攻撃を行うことが可能であった。そして、ドイツ南方軍集団を撃破してしまえば、ブダペストを突破してスロバキアまで進撃することが可能であったが、ソビエト赤軍はヤッシー＝キシナウ攻勢、ベオグラード攻撃作戦などで戦力を弱めており、なおかつルーマニアの鉄道軌間が異なるため、補給上の大きな困難とも戦わなければなかった。
フリースナーはソビエト赤軍第2ウクライナ方面軍および第4ウクライナ方面軍に包囲されることを恐れ、総統大本営へ飛んで向かった。フリースナーはティサ川の沿った防衛線に部隊を撤退する許可を総統から得ようとした。フリースナーはこの撤退がソビエト赤軍による継続的な攻撃に対処し、若干の自由な活動が可能となると主張した。ヒトラーは提案を拒絶したが、フリースナーの元に増援を送ることを約束、さらに攻撃を行うよう命令した。この攻撃の狙いはマリノフスキー配下の2個軍の撃破することであった。
フリースナーは実行可能な防衛作戦を行いたかったが、結局、ソビエト赤軍第27軍、第6親衛戦車軍を撃破するよう命令されていた。その上、フリースナーはカルパチア南部の重要な峠を取り戻し、第2ウクライナ方面軍を分断することを目的としてクルージュからの攻撃を命令された。

## 新たな計画、マリノフスキーの攻撃
1944年9月14日第2ウクライナ方面軍は第3ウクライナ方面軍とともにベオクラード攻勢を開始した。しかし、フリースナーが作戦のために部隊を集中させていたため、第2ウクライナ方面軍はこれに遭遇、激しい抵抗を受けた。結果の伴わない1週間の攻撃の後、いったん攻撃を中止させたマリノフスキーは後の攻撃に使用する予定であった予備戦力、消耗していた第6親衛戦車軍に機械化騎兵集団（司令官イッサ・プリーエフ、第7機械化軍団、第4親衛騎兵軍団、第6親衛軍団が含まれ戦車・突撃砲289両が所属）と騎兵戦車集団（第5親衛戦車軍司令官セルゲイ・イリイチ・ゴルシコフ（Sergei Ilyich Gorshkov）が兼任、第23戦車軍団が所属、戦車・突撃砲146両が所属）を伴わせて 、オラデア  近辺での攻撃を命令した。
1944年9月20日、ルーマニア軍はルーマニア・ハンガリー国境の町、アラドを占領した。この行動はハンガリー参謀本部を混乱に落としいれ、新兵と予備兵で構成されていたハンガリー第3軍を編成することとなったが 、これは限定的な戦力を持つに過ぎなかった。
ハンガリー国内ではドイツ派、連合国派に分かれており、同時に国を支配しようとし始めていた。ハンガリー摂政ホルティ・ミクローシュ提督はソビエト連邦と本格的な休戦交渉を行いはじめていた。フリースナーは状況確認のため、戦いに必要としていた補強された部隊をブダペストに送ることを強いられたが、フリースナーは部隊の休暇と修理をブダペストで行う前提でこれを行った。
1944年9月末までにマリノフスキー、フリースナーはそれぞれ命令を受けていた。マリノフスキーはアラド南側周辺の突出部からブダペスト方面へ進撃するよう命令されており、成功した場合、突破口を拡大するために騎兵機械化軍団の第46軍、第1ルーマニア軍を使用することになっていた。第2ウクライナ方面軍の残存部隊（第6親衛軍、第53軍、ゴルシュコフ騎兵戦車集団を含む）はオラデア北方近辺からデブレツェン方面へ進撃することになっていた。これらの計画はリンクしており、2つに分けられた部隊はドイツ軍を包囲、これを殲滅することになっていた。
一方、フリースナーはフレッター・ピコ軍集団によるオラデアからの攻撃も命令されていた。彼はソビエト防衛線を横切り、カルパチア峠を占領、次の春まで保持することになっていた。
これはフリースナーの二手に分けられた部隊が、同時に同じ場所で攻撃していることを意味していたが、ドイツ軍側は敵戦力を過小評価していた。

## 作戦開始
1944年10月6日、ソビエト第2ウクライナ方面軍は作戦を開始、南側の部隊はアラド近辺を攻撃、ハンガリー第3軍を切り裂くように進撃していた。ハンガリー軍の防衛線は早期に崩壊、多くの師団が殲滅された。
第2ウクライナ方面軍南面の先遣部隊（プリーエフ騎兵機械化集団）は最初の24時間でほぼ60km進撃していた。一方、北面ではドイツ第III軍団の第1、第23装甲師団と激突、困難な戦いを強いられ、初日で約10kmしか進撃できなかった。
フレッター・ピコはこれに素早く反応、オラデア近辺の戦線に第76歩兵師団を派遣した。この派遣により、第23装甲師団を動かすことが可能となり、第23装甲師団はアラド近辺の突破を阻止するために南下した。フェルトヘルンハレ装甲師団はメゾケヴェシュド（Mezokövesd）で修理を受けた後、ティサ川方面へ進撃、これを渡河しようとしている第2ウクライナ方面軍の部隊から防衛するために派遣された。
1944年10月7日夕方までに、第2ウクライナ方面軍の南面はティサ川の方へ進撃していた。一方、北面ではオラデア近辺でドイツ・ハンガリー軍が第6親衛戦車軍による側面攻撃を排除していたため、進撃が遅れていた。
マリノフスキーは北方での攻撃が停止したと判断、オラデアから枢軸軍を追い出すために南側からデブレツェンに攻撃を行うことを決定した。この作戦は北側の部隊はドイツ軍を突破、プリーエフ騎兵機械化集団と第6親衛戦車軍でドイツ軍を押しつぶすことになっていた。

## ティサ川渡河
10月10日までに、マリノフスキーはティサ川西岸でいくつかの橋頭堡を確保、ソビエト赤軍第46軍、第18戦車軍団はケチケメート（ブダペストから70km）に向かって進撃していた。しかしマリノフスキーはプリーエフ集団の進撃をティサ川の向こう側で支えるためにこれらの部隊の一部を再配置せざるを得なかった。結局、先遣部隊以外の第2ウクライナ方面軍の部隊はハンガリー騎兵隊とドイツ対空部隊の反撃を受け、10月11日、ティサへ退却することを余儀なくされた。同日、第2ウクライナ方面軍所属の第243狙撃兵師団によるミンゼント（Mindszent）橋頭堡への攻撃に対して、ルーマニア第VII軍団が橋頭堡の防衛のために派遣されたため、ハンガリー第1装甲師団、第23歩兵師団により反撃が行われた。
その後、ルーマニア第2、第4歩兵師団はソルノク（Szolnok）より下流のティサ川において第2ウクライナ方面軍の橋頭堡の排除に成功した。ソビエト第4師団の橋頭堡はハンガリー第1騎兵、第1歩兵師団により10月19日、攻撃を受け、さらにドイツ第24装甲師団、第4SS装甲師団、第503SS重戦車大隊が右側面を攻撃、ソビエト第4師団は支えきれなくなっていた。ルーマニア第4師団の右側面は押し戻されつつあったため、ドイツ装甲部隊は師団の後ろへ回った。そしてその後、ティサ川から分断、10月20日に降伏を余儀なくさせた。10月25日、ハンガリーの3個師団（第1騎兵師団、第1歩兵師団、第20歩兵師団）は橋頭堡においてルーマニア第2師団を攻撃した。ルーマニア第2師団はこの攻撃を受け、混乱を起こし、ティサ川を渡河して退却した。しかし、10月26日から29日にかけて3度目のハンガリー軍による攻撃がルーマニア第19歩兵師団が確保したティサアルパール（Tiszaalpár）橋頭堡に対して行われたとき、ハンガリー軍の成功は繰り返されなかった。

## プリーエフ騎兵機械化集団の進撃
1944年10月8日、プリーエフ騎兵機械化集団は北東へその攻撃進路を変更した。プリーエフ集団はソルノク、デブレツェン間から幹線道路に沿って素早い進撃を行った。ハイドゥーソボスロー（Hajdúszoboszló）において集団の先遣部隊（第9親衛機械化軍団、第6親衛騎兵軍団）は南方で進撃を阻止しようとしたドイツ第23装甲師団の部隊と激突した。
1944年10月9日、ソビエト第5航空軍の支援を受けたプリーエフ集団はデブレツェンの町を占領した。ドイツ軍はデブレツェンを支えきれず、町南東部に塹壕を掘り始め、ソビエト赤軍の激しい攻撃を撃退することに成功した。
プリーエフ集団はオルデアの背後へ回り、再び南へ攻撃を移した。しかし、その進撃は狂信的なドイツ・ハンガリー軍の防衛により鈍っていた。この防衛線にもかかわらず、プリーエフ集団が第6親衛戦車軍と合流できることは明らかであり、結局、包囲は完了した。この合流により、ドイツ軍フレッター＝ピコ集団の防衛線を潜在的に撃破することが可能になっていた。

## 混乱
10月10日、フレッター＝ピコは第1装甲師団には西へ、第13装甲師団には東へ攻撃するよう命令した。フレッター＝ピコによるこの行動はプリーエフ集団を3つに分断することになった。プリーエフはこれを予想しておらず、側面防御を比較的弱めていた。ドイツの歴戦の2個装甲師団はピュシュペクラダーニ（Püspökladány）近辺で素早く合流した。最初はフレッター＝ピコ指揮下のドイツ軍の危機に見えたことが、いまや、マリノフスキー指揮下のソビエト赤軍に対する災難に変化していた。
マリノフスキーはプリーエフ集団が危機に陥っていると判断、南部での攻撃を停止させ、全ての部隊を包囲されているプリーエフ集団の支援に集中させた。フレッター＝ピコはフェルトヘルンハレ装甲師団をデブレツェンに向かうよう命令、状況は大いに混乱しており、ソビエト赤軍、ドイツ軍もどちらが包囲されているのかわからない状況となっていた。
1944年10月11日、プリーエフ集団の第4親衛騎兵軍団はデブレツェン周辺部に到着した。この軍団は主力部隊から切り離されたが、プリーエフはなんとか包囲から脱出することに成功した。
歴史家アール・F・ジームキーによれば第6親衛戦車軍による猛烈な攻撃により「戦争でもっとも野性的な戦車戦のひとつ」と表現されたほど、オラデア近辺の最前線は着実に押し戻されていた  。10月12日までにプリーエフ集団は約200両の装甲戦闘車両を失っていた。
1944年10月14日までにマリノフスキー指揮下の部隊は最終的にオラデアまで進出、ドイツ軍防衛線は14Km押し戻された。北では新たな脅威がフレッター＝ピコを脅かしていた。そして第4ウクライナ方面軍はついにオットー・ヴェーラー率いるドイツ第8軍への攻撃を開始した。第8軍はソビエト赤軍の猛攻撃の圧力により崩壊寸前に陥った。
1944年10月15日、ハンガリー摂政、ホルティ・ミクローシュ提督は、ハンガリーがソ連との休戦を受け入れた旨を発表した。ドイツ総統アドルフ・ヒトラーはこれに素早く反応、オットー・スコルツェニー親衛隊少佐にパンツァーファウスト作戦の実行を命令した。1944年10月16日までにスコルツェニーと降下猟兵部隊は、ホルティを恐喝して辞任させ、ハンガリーファシスト政党、矢十字党のサーラシ・フェレンツに政府を掌握させ、この危機を収拾した。
マリノフスキーはプリーエフ騎兵機械化集団との接触を果たした。マリノフスキーは進撃を続けるよう命令したが、彼の狙いはデブレツェンを占領することであった。その後、マリノフスキーは北のニーレジハーザ方向へ向かった。マリノフスキーがニーレジハーザを占領した場合、ドイツ第8軍の通信線を分断することになっており、フレッター＝ピコ軍集団所属のドイツ・ハンガリー軍部隊は粘り強い戦いを見せた。ドイツ、ハンガリー軍は各村落と十字路を中心に防衛線を張った。
10月19日から20日の間、枢軸軍の抵抗を排除してルーマニア3個師団（第2、第3山岳師団、トゥドル・ヴラディミレスク（第1ルーマニア義勇師団））はソビエト第27軍の攻撃の一部として、第6親衛戦車軍の右側面からデブレツェンを攻撃した。
1944年10月22日、プリーエフ集団はニーレジハーザを占領、ドイツ第8軍の通信線は分断された。ドイツ南方軍集団司令官ヨハネス・フリースナー上級大将は第8軍司令官ヴェーラーにニーレジハーザでの戦いを放棄して北西へ撤退、防衛線を構築するよう命令したが、プリーエフ集団がドイツ第8軍の通信線を分断したとき、この行動はすでに実行中であった。

## 包囲
南方軍集団参謀長、ヘルムート・フォン・グロールマン（Helmuth von Grolman）はリスクの高い作戦を提案した。グロールマンはプリーエフ集団を初めて包囲したとき、ドイツ、ハンガリー軍が混乱のためにその力を発揮できなかったために包囲に失敗したと考えていた。グロールマンは状況が変化した今、ソビエト赤軍の包囲が可能であると主張、フリースナーは作戦を承認した。
ドイツ第503重戦車大隊が先導を勤める第23装甲師団、第1装甲師団らは東への攻撃の先遣を勤め、第3山岳師団（師団長：ポール・クラット（Paul Klatt）、第15歩兵師団、第8SS騎兵師団 フロリアン・ガイエルは西への攻撃を命令された。フェルトヘルンハレ装甲師団、第13装甲師団、第46歩兵師団はソビエト赤軍が包囲から脱出するのを防ぐ役目を与えられた。
1944年10月23日、攻撃は開始された。
1944年10月24日午前2時、第23装甲師団はナジカーロー（Nagykálló）に到着した。ナジカーローはドイツ第3山岳師団が占領、プリーエフ集団は包囲された。プリーエフ集団が脱出路を捜すために強行偵察を行ったが、すぐに脱出路がないことが明らかになった。
マリノフスキーはプリーエフ集団を救出するために北方へ部隊を派遣した。フリースナーは成功を収め、マリノフスキーの部隊の進撃はすぐに鈍り始めていた。

## 脱出不可能
プリーエフは状況が最悪であると理解、攻撃を包囲撃破へ向けるよう命令した。しかし、ドイツ、ハンガリー軍は包囲を維持した。
10月25日、第2ウクライナ方面軍は大規模な攻撃を開始したが、ドイツ第23装甲師団、第1装甲師団、第128装甲擲弾兵連隊の激しい反撃により停止した。同じ日、プリーエフ集団はドイツ第3山岳師団を突破して脱出を試みようとした。
10月26日、第23装甲師団はニーレジハーザを再占領した。ソビエト赤軍部隊はニーレジハーザを占領の間に民間人に対し、大規模な略奪、強姦、殺人を含む広範囲な残虐行為を犯していた。この行為はドイツ軍、特にハンガリー軍の決心を硬くすることとなった。マリノフスキーが再度攻撃を開始したとき、これまでにない激しい反撃を受けることとなった。一方、ドイツ第8軍はニーレジハーザで確保した撤退路を使用して撤退し始めていた。28日、ドイツ第8軍は包囲から脱出したが、プリーエフ集団の包囲はいまだに続いていた。

## その後
第2ウクライナ方面軍所属の3個軍団は重大な損害を受けていた。ニーレジハーザでの反撃はドイツ軍がソビエト赤軍を殲滅した最後の戦いとなった。第2ウクライナ方面軍の攻撃における突破を行う部隊を押さえ込むことにより、ドイツ軍は安定した戦線を再構築することが可能となり、第2ウクライナ方面軍の進撃がドイツ第8軍の崩壊につながることを防いだ。ニーレジハーザは10月30日、ドイツ軍がソビエト赤軍より取り戻したがドイツ軍の成功は短く、1944年11月4日、ハンガリー首都ブダペスト方面の南へ強力な攻撃が向かいつつあった。
第2ウクライナ方面軍がハンガリー首都を迅速に占領するのを阻止される間、デブレツェンでの作戦はハンガリーの西60から120マイルの距離でソビエト赤軍が進撃していた。そして第2ウクライナ方面軍、第3ウクライナ方面軍がブダペストへの新たな攻撃を行うことを可能なままにしていた。デブレツェンでの戦車戦はドイツ装甲部隊をブダペストへの進撃路を防衛することから引き離す結果となった。最終的にはソビエト赤軍の攻撃は、ファガラシュ山脈（Făgăraş）における障害をと除いて枢軸軍による冬季防衛陣地の使用を不可能とし、ハンガリーの東3分の1を占領した。